# Медолюб плямистий
Медолюб плямистий (Xanthotis polygrammus) — вид горобцеподібних птахів родини медолюбових (Meliphagidae). Мешкає на Новій Гвінеї та на островах Раджа-Ампат.

## Підвиди
Виділяють чотири підвиди:
- X. p. polygrammus (Gray, GR, 1862) — острів Вайгео;
- X. p. poikilosternos Meyer, AB, 1874 — острови Салаваті[en] і Місоол, захід Нової Гвінеї;
- X. p. septentrionalis Mayr, 1931 — північ Нової Гвінеї;
- X. p. lophotis Mayr, 1931 — схід, південь і південний схід Нової Гвінеї.

## Поширення і екологія
Плямисті медолюби живуть в рівнинних і гірських вологих тропічних лісах та в савані. Зустрічаються на висоті від 500 до 1500 м над рівнем моря.